# Complexidade ciclomática
Complexidade ciclomática (ou complexidade condicional) é uma métrica de software usada para indicar a complexidade de um programa de computador. Desenvolvida por Thomas J. McCabe em 1976, ela mede a quantidade de caminhos de execução independentes a partir de um código fonte.
Essa complexidade é computada através do grafo de fluxo de controle do programa: os nós do grafo correspondem a grupos indivisíveis de comandos, e uma aresta direcionada conecta dois nós se o segundo comando pode ser executado imediatamente após o primeiro. A complexidade ciclomática também pode ser aplicada a funções, módulos, métodos ou classes individuais de um programa.
Uma estratégia de teste de software formulada por McCabe é testar cada caminho independente de um programa, de forma que a quantidade de casos de teste será a complexidade ciclomática do programa.

## Descrição

Grafo de fluxo de controle de um programa simples. O programa começa executando no nó vermelho, entra numa estrutura de repetição. Ao sair do dela, entra numa estrutura de seleção e então termina no nó azul. Para esse grafo, E = 9, N = 8 e P = 1, resultando numa complexidade ciclomática de 3.

A complexidade ciclomática de uma seção do código fonte é a quantidade de caminhos independentes pelo código. Por exemplo, se o código fonte não contém estruturas de controle senão sequenciais a complexidade é 1, já que há somente um caminho válido através do código. Se o código possui somente uma estrutura de seleção contendo somente uma condição, então há dois caminhos possíveis, aquele quando a condição é avaliada em verdadeiro, e aquele quando a condição é avaliada em falso.
Matematicamente, a complexidade ciclomática de um programa estruturado é definida com referência ao grafo direcionado que contém os blocos básicos do programa, com uma aresta entre dois blocos se o controle pode passar do primeiro para o segundo imediatamente, sem blocos intermediários. A complexidade então é definida como:
{\displaystyle M=E-N+2\times P}
Em que:
- {\displaystyle M} – complexidade ciclomática
- {\displaystyle E} – quantidade de setas
- {\displaystyle N} – quantidade de nós
- {\displaystyle P} – quantidade de componentes conectados

Mesma função que a acima, mostrada como um grafo de fluxo de controle fortemente conectado, para o cálculo pelo método alternativo. Para esse grafo, E = 10, N = 8 e P = 1, então a complexidade ciclomática se mantém em 3.

Uma formulação alternativa é usar um grafo em que o ponto de saída é conectado ao ponto de entrada. Nesse caso, o grafo é dito fortemente conectado, e a complexidade ciclomática do programa é equivalente ao número ciclomático do grafo, definido como:
{\displaystyle M=E-N+P}
Isso pode ser visto como o cálculo da quantidade de ciclos independentes que existem no grafo, isto é, os ciclos que não contém outros ciclos embarcados. Notar que, tendo em vista que o ponto de saída é conectado ao ponto de entrada, há pelo menos um ciclo para cada ponto de saída.
Para um programa único, ou subrotina ou método, P é sempre igual a 1. Entretanto, a complexidade ciclomática pode ser aplicada a diversos programas ou subprogramas simultaneamente, de forma que P será a quantidade de programas em questão. Pode-se demonstrar que a complexidade ciclomática de qualquer programa estruturado com somente um ponto de entrada e um ponto de saída é igual a quantidade de pontos de decisão – como condicionais de estruturas de seleção ou uma iteração dos laços das estruturas de repetição – mais um.
A complexidade ciclomática também pode ser estendida para programas com múltiplas saídas, definida como:
{\displaystyle \pi -s+2}
Em que:
- {\displaystyle \pi } – quantidade de pontos de decisão do programa
- {\displaystyle s} – quantidade de pontos de saída